# Adolphe Legeay
Pour les articles homonymes, voir Legeay.
Adolphe Legeay, né le 22 septembre 1901 à Combrée (Maine-et-Loire) et mort le 3 mars 1985 à Saint-Jean-du-Falga, est un homme politique français.

## Biographie
Ajusteur outilleur, membre du Parti communiste français, il est arrêté le 26 septembre 1940. Interné aux camps d' Aincourt, de Châteaubriant, puis de Voves, il s'évade de ce dernier le 15 août 1942, et rejoint les FTP. Il en est commissaire aux effectifs pour l'Île-de-France et chef d'un détachement.
Arrêté par les brigades spéciales, à la suite d'une opération, en mars 1944, livré aux Allemands, il est déporté au camp de concentration de Neuengamme, dont il est libéré en mai 1945. Il est homologué commandant FFI et est décoré de la Légion d'honneur et médaillé de la Résistance. Il est élu au Conseil de la République en décembre 1946 par les grands électeurs de Seine-et-Marne.
Une rue de Chelles porte son nom.

## Détail des fonctions et des mandats
Mandat parlementaire
- 8 décembre 1946 - 7 novembre 1948 : Sénateur de Seine-et-Marne